# Diego Martínez Penas
Diego Martínez Penas (Vigo, 16 de desembre de 1980) és un entrenador de futbol gallec, que entrena actualment la UD Las Palmas.
Després d'iniciar la seva carrera a les divisions inferiors, va ocupar diversos llocs al Sevilla, entre els quals hi ha el d'ajudant i el d'entrenador de l'equip de reserva. Posteriorment va dirigir Osasuna i Granada, amb què va aconseguir l'ascens a la Lliga.

## Carrera esportiva
Nascut a Vigo, Pontevedra, Galícia, Martínez era un lateral capaç de jugar a qualsevol de les dues bandes. Va passar la seva carrera juvenil al Celta de Vigo i al Cadis CF, representant al primer durant nou anys.
Martínez es va retirar del futbol professional als 20 anys, i va començar la seva carrera com a entrenador a les categories inferiors del CD Imperio d'Albolote, alhora que jugava amb el seu primer equip. El 2004, es va traslladar al Arenas CD, encarregant-se inicialment del planter.
Segon entrenador en la temporada 2005-06, Martínez va ser nomenat director del primer equip el juliol de 2006, a Tercera Divisió. L'any següent va ser nomenat entrenador del Motril CF, i va romandre en el càrrec durant dos anys.

### Sevilla
L'octubre del 2009, Martínez va fitxar pel Sevilla FC, incorporant-se immediatament a la plantilla de l'equip. La temporada següent es va fer càrrec de l'equip C del club i posteriorment va dirigir la plantilla del Juvenil.
El 22 de maig del 2012, Martínez va ser nomenat ajudant del primer equip, en substitució de Javi Navarro. El 13 de juny de 2014, va ser nomenat al capdavant del filial a Segona Divisió B, aconseguint l'ascens a Segona Divisió el 2016.
Després d'evitar el descens amb el filial, Martínez va optar per no renovar el contracte i es va fer càrrec del CA Osasuna el 14 de juny del 2017. El 7 de juny següent, va deixar el club després de no classificar-se per als play-off.

### Granada
El 14 de juny del 2018, Martínez va ser nomenat entrenador del Granada CF, aconseguint l'ascens a la Lliga al final de la temporada. Era el tècnic més jove de la temporada 2019-20, el seu equip va gaudir de la millor arrencada de Lliga de la seva història després d'aconseguir 20 punts en deu partits, fet que va portar els natzaresos a liderar del torneig durant dues setmanes. Per això, el 14 de novembre del 2019 va ser recompensat amb una ampliació del seu contracte per un any fins al 2021.
Martínez va ser guardonat amb el Trofeu Miguel Muñoz (compartit amb José Bordalás) pel Marca el 16 de desembre de 2019, pel seu esforç en la temporada anterior. Amb un setè lloc a la seva temporada de debut a la màxima categoria, va classificar l'equip per primera vegada per a la UEFA Europa League. En aquesta campanya, va aconseguir els quarts de final abans de ser eliminat pel Manchester United FC.
El 27 de maig del 2021, Martínez va optar per deixar que el seu contracte expirés.

### Espanyol
El 31 de maig de 2022, Martínez va ser nomenat entrenador del RCD Espanyol també al primer nivell, amb un contracte de dos anys.